# Sinkakaius
Sinkakaius (Sinkaquaiius), /"between people"/ pleme iz grupe kontinentalnih Salishana naseljenih između rijeke Columbia i Grand Couleeja u Washingtonu. Sinkakaiusi su nastali od pripadnika bandi Tukoratum (koji pripadaju u Sinkaietke) i .tskowa'xtsEnux (iz grupe Sinkiuse).
Sinkakaius Indijanci zajedno s plemenima Sinkiuse, Chelan, Methow i Wenatchi ponekad se klasificiraju u tzv. Columbia Indijance koji sami sebe kolektivno nazivaju Sinseloxw’i’t (ili “big river people”), čiji članovi danas poglavito žive na rezervat Colville.